# Ислам в Казахстане
Ислам в Казахстане — самая распространённая религия среди верующего населения Республики Казахстан. Мусульмане составляют 70 % населения по переписи 2009 года.
- Основное направление — суннизм;
- Мазхаб (правовая школа) — Ханафитский мазхаб;
- Акида (вероубеждение)  — Матуридитская акида;
- Уполномоченный орган — Духовное управление мусульман Казахстана (ДУМК).

## История
Распространение ислама на территорию современного Казахстана происходило в течение нескольких столетий, начиная с южных регионов.
Первым толчком к распространению ислама, стала Таласская битва 751-го года. При которой карлуки Карлукского каганата, объединившись с войсками Аббасидской империи, одержали победу над войсками Танского Китая. Победа в сражении, остановила экспансию китайской империи Тан на запад, и позволило исламу утвердиться среди тюркского населения Семиречья и на Сырдарье к концу Х века.

## Шугай Гальфе
Шугай Гальфе (1850–1910) — арабский миссионер, один из ранних исламских проповедников, по преданию входивший в число ста праведников, принесших ислам на территорию современных казахских земель. Считается, что он сыграл важную роль в распространении ислама среди тюркских племён, проживавших в Северном Казахстане.
Согласно устным преданиям и локальным исследованиям, имя Шугая Гальфе выбито на древнем камне, расположенном в районе Баянаул — гористой местности на севере Казахстана, известной своими священными местами, петроглифами и историческими памятниками. Этот камень считается одним из немногих сохранившихся свидетельств о ранних исламских миссионерах, побывавших в казахских степях.
Упоминания о Шугае Гальфе также были найдены в архивах Ленинградского университета, что подтверждает его историческую значимость для исследований по истории ислама в Центральной Азии.
1. ↑  Аналитический отчёт «Итоги Национальной переписи населения Республики Казахстан  года». Дата обращения: 8 июля 2014. Архивировано 4 марта 2016 года.

### Сельжукская империя
Примерно в середине X века на территории Кызылординской области возникла новое мусульманское государство - Сельжукская империя, в котором правили тюркские кочевники огузы династии Сельжукидов. Единовластными султанами сельджуков были внук Сельджука Тогрул-бег (1035, 1058—1063), его правнук Алп-Арслан (1063—1072), а также Мелик-шах I (1072—1092), Султан Санджар (1118—1157).
Сельджуки получили своё название по имени Сельджука, предводителя и вождя огузов и поселившегося, по преданию, в 955 году в городе Дженде на Сырдарье, находившемся на территории современного Казахстана. Ему было не более 20 лет, когда он стал сю-баши у огузского ябгу. Прожил, по преданию, 107 лет и умер в Дженде. Сельджук оставил после себя пятерых сыновей. Внуки Сельджука стали выдающимися правителями: Тогрул-бек, Чагры-бек Дауд, Алп-Арслан. Впоследствии, покорив Восточно-Римскую империю, Месопотамию, и большую часть Персии они создали огромную империю и стали основателями династии Сельджукидов, правившей этими землями с XI по XIV века.

### Суфизм и Ходжа Ахмед Яссави
Согласно иранскому учёному-историку Атабаки Туражу, изначально ислам утвердился в городе Туркестане и его окрестностях.
 Затем, согласно средневековому исламскому историку Ибн аль-Асиру, благодаря саманидским миссионерам в городе Таразе и его окрестностях.
В средние века, ключевую роль в распространении ислама, также сыграл писавший поэтические стихи и философские труды на тюркских языках тюркский суфийский мыслитель — Кожа Ахмет Яссауи, основатель суфийского ордена Ясавия.
Далее после его смерти,суфийский орден основанный Яссави стал одним из самых влиятельных в Центральной Азии. На сегодня, Яссави очень высоко почетается в Казахстане и Центральной Азии. Его мавзолей является почитаемым местом среди правоверных мусульман.

### Караханидская империя
Ислам стал официальной религией на территории современного Казахстана в 960 году при тюркской Караханидской империи, возникшей в Семиречье в 840 году. Династия Караханидов была тюркской, из кочевого племени ягма. Каган Караханидов Мусе Байташ Богра-хан в 960 году сделал ислам ханафитский мазхаба государственной религией Караханидской империи. Ученый-историк Макдиси сообщал, что уже во второй половине X века в каждом Караханидском городе присутствовала мечеть.
Памятник той эпохи — сочинение средневекового тюркского писателя и поэта Юсуфа Баласагунского (1015—1016) «Кудатгу Билиг», в котором получила отражение исламское мировоззрение. Для него характерна веротерпимость, признание свободы мнений в религии,  а также симбиоз ислама и эстетичное описание добродетели.
Поэма Юсуфа Баласагуна «Благодатное знание» (Кутты билик) — одновременно и художественное произведение, и этико-дидактический и политико-философский трактат. Действующие лица — аллегорические образы, олицетворяющие справедливость (Кун-Тогды), счастье (Ай-Толды), разум (Огдулмиш), довольство (Огдурмиш). Поэма построена в форме диалогов между основными персонажами.

Поэма написана в размере мутакариб арабской системы стихосложения аруз и является первым примером использования аруза в тюркской литературе. Форма написания — сдвоенный стих маснави. Поэма «Благодатное знание» (Кутты билик) начинается со строками автора о том, что его поэма написана на тюркском языке:
Да, книг у арабов, таджиков немало,
А нашею речью сия – лишь начало.
Кто мудр, эту книгу оценит с почтеньем,

Лишь тот ценит знанья, кто зрел разуменьем..

### Золотая Орда и Моголистан
В период Золотой Орды большое влияние обретают суфийские ордена Накшбандия и Ясавия, которые играют роль мозговых центров при ханах. Первым монгольским ханом, принявшим ислам, становится хан Золотой Орды Берке (1255—1266). Приняли ислам также его младшие братья Беркечар, Бури и Тукай-Тимур. Туда-Менгу стал вторым монгольским мусульманским императором Золотой Орды. Позже монгольский хан из династии Батуидов Узбек-хан (1312—1340) сделал ислам ханафитского мазхаба государственной религией Золотой Орды. Наряду с Золотой Ордой на территории современного Казахстана существовало другое мусульманское государство Моголистан, в котором правила династия Туглуктимуридов.

### Казахское ханство
В XV веке на территории современного Казахстана возникло три новых мусульманских государств: кочевое Узбекское ханство Абулхаирхана, Ногайская Орда и  Казахское ханство. Все казахские и узбекские ханы являются мусульманами ханафитского направления. Ногайская Орда была образована примерно в 1440-е годы на Западной части Казахстана.
В XVIII—XIX веках Российская империя последовательно расширяла территории Казахстана и Средней Азии[стиль], российская императрица Екатерина II использовала татарских мулл для ведения диалогов и распространение своего влияния на казахов и других мусульман.

Мечеть имени Машхура Жусупа

## Современное состояние
В настоящее время ислам воспринимается казахским населением как составная часть этнической идентичности.
Основная масса казахского населения считают себя мусульманами и соблюдает в той или иной мере хотя бы часть исламских обрядов и предписаний. Например, обряд мужского обрезания (сундет) и праздник сундет-той совершает подавляющая часть казахов, погребение по мусульманским обрядам и жаназа намаз по покойному производят большинство казахов. Наряду с исламом среди верующих казахов сохраняются и некоторые остатки доисламского периода, как противоречащие, так и в принципе не противоречащие исламу. Празднование Навруз (21 марта) — праздник прихода весны по астрономическому солнечному календарю, а также иранский национальный праздник. Зачастую можно услышать, как казахи иногда используют слово «Тәңір», «Кудай» как синоним слова Аллах.
При поддержке ряда мусульманских стран в Казахстане была создана целая сеть исламских образовательных учреждений. С 1991 года функционирует Высший исламский институт по подготовке имамов-хатыбов при Духовном управлении мусульман Казахстана, с 2001 года — Египетский университет исламской культуры «Нур-Мубарак» с египетскими преподавателями (с 2012 года переименован в Казахско-египетский исламский университет «Нур»). Последний вуз только за 2004—2011 годы выпустил 262 специалиста-исламоведа, значительная часть которых стала работать имамами и наиб-имамами в мечетях Казахстана. В 2002 году также был открыт Исламский институт повышения квалификации имамов Республики Казахстан. Однако не стоит преувеличивать значение ислама в общественно-политической жизни страны — например, только в 2012 году появился первый исламский телеканал «Асыл Арна». Государственная власть стремится контролировать исламское образование — с 2011 года в стране появился государственный стандарт специальности «Исламоведение» и уже в 2011 году было выделено 150 грантов для лиц, обучающихся по этой специальности. В настоящее время в Казахстане функционируют около 3700 мечетей.

## Особенности
Ислам в Казахстане исповедуют в основном казахи, узбеки, уйгуры, дунгане, таджики, киргизы, туркмены, татары, башкиры, ряд традиционно исламских народов Северного Кавказа, азербайджанцы (последние в своём большинстве придерживаются шиизма).

## Мечети
Всего в Казахстане, по данным ДУМК, на август 2022 года 2716 мечетей. Из них 284 мечетей имеют внутреннюю вместимость больше 500 человек.